# Ricardo Teixeira
Ricardo Teixeira (ur. 2 sierpnia 1984 w Lizbonie) – portugalski kierowca wyścigowy, pochodzenia angolskiego.

## Kariera

### Początki
Ricardo karierę rozpoczął w roku 1999, od startów w kartingu. W 2001 roku przeszedł do wyścigów samochodów jednomiejscowych, debiutując w Iberyjskim Pucharze Junior Formuły BMW. Zdobyte punkty sklasyfikowały go na 20. miejscu.
Rok później zaliczył jedną rundę w Brytyjskiej Formule 3 (w klasie narodowej). Nie zdołał się jednak do niej zakwalifikować. W sezonie 2003 brał udział w Mistrzostwach Formuły 3 ARP. Wygrawszy jeden wyścig, zmagania w niej zakończył na 8. miejscu.
W latach 2005–2008 Teixeira ścigał się w Brytyjskiej Formule 3. W pierwszych dwóch sezonach, startując w klasie narodowej, rywalizację ukończył odpowiednio na 9. i 7. pozycji, w końcowej klasyfikacji. W latach 2007–2008 brał udział w głównym cyklu, jednakże ani razu nie dojechał na punktowanej lokacie.
Bez sukcesu wystąpił również w jednej rundzie Niemieckiej Formuły 3 oraz dwukrotnie, w latach 2007–2008, wystartował w prestiżowym wyścigu Masters of Formuła 3. W pierwszym podejściu zmagania ukończył na odległym 24. miejscu. W drugim z kolei nie dojechał do mety.

### Seria GP2
Dzięki wsparciu sponsorów, Ricardo dostał szansę startów w bezpośrednim przedsionku Formuły 1 – serii GP2 – we włoskim zespole Trident Racing.
W azjatyckim cyklu wystąpił w dwóch ostatnich rundach (na torze Sepang i Sakhir), w zastępstwie Włocha Frankie Provenzano. W ciągu czterech wyścigów, trzykrotnie dojechał do mety, na najlepszym uzyskując dwukrotnie siedemnastą pozycję (w obu przypadkach, w sobotnich zmaganiach).
W europejskiej edycji, Portugalczyk startował przez cały sezon. Debiut w serii nie był jednak udany dla Teixeiry, który spisywał się najsłabiej ze wszystkich zawodników. Efektem tego był między innymi brak kwalifikacji do monakijskiej rundy, na ulicznym torze Monte Carlo, w którym Ricardo stracił do zdobywcy pole position ponad sześć sekund. Ostatecznie najwyższą zajętą przez niego lokatą, było czternaste miejsce, w aż czterech sobotnich wyścigach (na torach w Turcji, Walencji, Belgii i Włoszech).
W serii pojawiał się również w wybranych wyścigach sezonów 2012 i 2013, jednakże nigdy nie punktował.

### Formuła 2
Na sezon 2010, Portugalczyk zaangażował się w Formułę 2 (w serii tej każdy z kierowców posiada bolid o takich samych możliwościach). W ciągu osiemnastu wyścigów, Ricardo pięciokrotnie meldował się na punktowanych lokatach. Najlepiej zaprezentował się podczas pierwszego wyścigu, w San Marino, w którym został sklasyfikowany na piątym miejscu. Uzyskane punkty pozwoliły Teixeiry zająć w klasyfikacji generalnej 16. pozycję.

## Statystyki
| Sezon   | Seria                               | Zespół                                              | Wyścigi          | PP               | Zwycięstwa       | Punkty           | Poz. koń.        |
| ------- | ----------------------------------- | --------------------------------------------------- | ---------------- | ---------------- | ---------------- | ---------------- | ---------------- |
| 2001    | Iberyjski Puchar Junior Formuły BMW |                                                     | ?                | ?                | ?                | 28               | 20               |
| 2002    | Brytyjska Formuła 3                 | Essencial Motorsport (N)                            | 0                | 0                | 0                | 0                | NS               |
| 2003    | Mistrzostwa Formuły 3 ARP           | Rowan Racing                                        | 5                | 0                | 1                | 47               | 8                |
| 2005    | Brytyjska Formuła 3                 | Carlin Motorsport (N)                               | 15               | 0                | 0                | 61               | 9                |
| 2006    | Brytyjska Formuła 3                 | Carlin Motorsport (N) Performance Racing Europe (N) | 14               | 0                | 0                | 74               | 7                |
| 2007    | Brytyjska Formuła 3                 | Performance Racing Europe                           | 22               | 0                | 0                | 0                | NS               |
| 2007    | Niemiecka Formuła 3                 | Rennsport Rössler                                   | 2                | 0                | 0                | 0                | NS               |
| 2007    | Masters of Formula 3                | Performance Racing Europe                           | 1                | 0                | 0                | N/A              | 24               |
| 2008    | Brytyjska Formuła 3                 | Ultimate Motorsport                                 | 20               | 0                | 0                | 0                | 21               |
| 2008    | Masters of Formula 3                | Ultimate Motorsport                                 | 1                | 0                | 0                | N/A              | NS               |
| 2008–09 | Azjatycka seria GP2                 | Trident Racing                                      | 4                | 0                | 0                | 0                | 38               |
| 2009    | Seria GP2                           | Trident Racing                                      | 18               | 0                | 0                | 0                | 26               |
| 2010    | Formuła 2                           | MotorSport Vision                                   | 18               | 0                | 0                | 23               | 16               |
| 2011    | Formuła 1                           | Team Lotus                                          | Kierowca testowy | Kierowca testowy | Kierowca testowy | Kierowca testowy | Kierowca testowy |
| 2012    | Seria GP2                           | Rapax                                               | 22               | 0                | 0                | 0                | 29               |
| 2013    | Seria GP2                           | Trident Racing                                      | 4                | 0                | 0                | 0                | 34               |
| 2014    | Auto GP World Series                | Super Nova International                            | 0                | 0                | 0                | 0                | NS               |

## Starty w GP2
| Legenda oznaczeń w tabelach wyników Wyświetl szablon na nowej stronie | Legenda oznaczeń w tabelach wyników Wyświetl szablon na nowej stronie                                                                     |
| Oznaczenie                                                            | Wyjaśnienie |
| --------------------------------------------------------------------- | --- |
| Złoty                                                                 | Zwycięzca lub mistrzostwo |
| Srebrny                                                               | 2. miejsce lub wicemistrzostwo |
| Brązowy                                                               | 3. miejsce lub II wicemistrzostwo |
| Zielony                                                               | Ukończył, punktował (w klasyfikacji generalnej, gdy zdobył co najmniej jeden punkt na przestrzeni sezonu, poza trzema powyższymi opcjami) |
| Niebieski                                                             | Ukończył, nie punktował (w klasyfikacji generalnej, gdy nie zdobył co najmniej jednego punktu na przestrzeni sezonu)                      |
| Czerwony                                                              | Nie zakwalifikował się (NZ) |
| Czerwony                                                              | Nie prekwalifikował się (NPK) |
| Różowy                                                                | Nie ukończył (NU) |
| Różowy                                                                | Niesklasyfikowany (NS) (w klasyfikacji generalnej, gdy nie został sklasyfikowany w żadnym wyścigu sezonu)                                 |
| Czarny                                                                | Zdyskwalifikowany (DK) |
| Czarny                                                                | Wykluczony (WYK/EX) |
| Biały                                                                 | Nie wystartował (NW) |
| Biały                                                                 | Kontuzjowany (K/INJ) |
| Biały                                                                 | Wyścig odwołany (OD/C) |
| Bez koloru                                                            | Został wycofany (WYC/WD) |
| Bez koloru                                                            | Nie przybył (NP/DNA) |
| Bez koloru                                                            | Nie brał udziału w treningach (NT/DNP) |
| Bez koloru                                                            | Nie został zgłoszony (–) |
| Pogrubienie                                                           | Start z pole position |
| Kursywa                                                               | Najszybsze okrążenie wyścigu |
| †                                                                     | Nie ukończył, ale jego rezultat został zaliczony ze względu na przejechanie więcej niż 90% dystansu wyścigu.                              |
| *                                                                     | Sezon w trakcie |
| 1/2/3                                                                 | Punktowana pozycja w sprincie kwalifikacyjnym                                                                                             |
| Lista systemów punktacji Formuły 1                                    | |

| Rok  | Zespół         | Wyniki w poszczególnych eliminacjach | Wyniki w poszczególnych eliminacjach | Wyniki w poszczególnych eliminacjach | Wyniki w poszczególnych eliminacjach | Wyniki w poszczególnych eliminacjach | Wyniki w poszczególnych eliminacjach | Wyniki w poszczególnych eliminacjach | Wyniki w poszczególnych eliminacjach | Wyniki w poszczególnych eliminacjach | Wyniki w poszczególnych eliminacjach | Wyniki w poszczególnych eliminacjach | Wyniki w poszczególnych eliminacjach | Wyniki w poszczególnych eliminacjach | Wyniki w poszczególnych eliminacjach | Wyniki w poszczególnych eliminacjach | Wyniki w poszczególnych eliminacjach | Wyniki w poszczególnych eliminacjach | Wyniki w poszczególnych eliminacjach | Wyniki w poszczególnych eliminacjach | Wyniki w poszczególnych eliminacjach | Wyniki w poszczególnych eliminacjach | Wyniki w poszczególnych eliminacjach | Wyniki w poszczególnych eliminacjach | Wyniki w poszczególnych eliminacjach | Punkty | Pozycja |
| ---- | -------------- | ------------------------------------ | ------------------------------------ | ------------------------------------ | ------------------------------------ | ------------------------------------ | ------------------------------------ | ------------------------------------ | ------------------------------------ | ------------------------------------ | ------------------------------------ | ------------------------------------ | ------------------------------------ | ------------------------------------ | ------------------------------------ | ------------------------------------ | ------------------------------------ | ------------------------------------ | ------------------------------------ | ------------------------------------ | ------------------------------------ | ------------------------------------ | ------------------------------------ | ------------------------------------ | ------------------------------------ | ------ | ------- |
| 2009 | Trident Racing | ESP                                  | ESP                                  | MON                                  | MON                                  | TUR                                  | TUR                                  | GBR                                  | GBR                                  | DEU                                  | DEU                                  | HUN                                  | HUN                                  | VAL                                  | VAL                                  | BEL                                  | BEL                                  | ITA                                  | ITA                                  | POR                                  | POR                                  |                                      |                                      |                                      |                                      | 0      | 26      |
| 2009 | Trident Racing | NU                                   | 20                                   | NZ                                   | NZ                                   | 14                                   | 18                                   | NU                                   | 18                                   | NU                                   | 15                                   | NU                                   | 19                                   | NU                                   | 14                                   | NU                                   | 14                                   | 16                                   | 14                                   | 15                                   | 21                                   |                                      |                                      |                                      |                                      | 0      | 26      |
| 2012 | Rapax          | MAL                                  | MAL                                  | BHR                                  | BHR                                  | BHR                                  | BHR                                  | ESP                                  | ESP                                  | MON                                  | MON                                  | VAL                                  | VAL                                  | GBR                                  | GBR                                  | DEU                                  | DEU                                  | HUN                                  | HUN                                  | BEL                                  | BEL                                  | ITA                                  | ITA                                  | SIN                                  | SIN                                  | 0      | 29      |
| 2012 | Rapax          | 21                                   | 24†                                  | 17                                   | 13                                   | 23                                   | 20                                   | NU                                   | 23                                   | 20                                   | NU                                   | -                                    | -                                    | 18                                   | 15                                   | DK                                   | 16                                   | 19                                   | 20                                   | 18                                   | 15                                   | 20                                   | 18                                   | 17                                   | 21                                   | 0      | 29      |
| 2013 | Trident Racing | MAL                                  | MAL                                  | BHR                                  | BHR                                  | ESP                                  | ESP                                  | MON                                  | MON                                  | GBR                                  | GBR                                  | DEU                                  | DEU                                  | HUN                                  | HUN                                  | BEL                                  | BEL                                  | ITA                                  | ITA                                  | SIN                                  | SIN                                  | ARE                                  | ARE                                  |                                      |                                      | 0      | 34      |
| 2013 | Trident Racing | -                                    | -                                    | -                                    | -                                    | -                                    | -                                    | -                                    | -                                    | -                                    | -                                    | -                                    | -                                    | 19                                   | 19                                   | 21                                   | 24                                   | -                                    | -                                    | -                                    | -                                    | -                                    | -                                    |                                      |                                      | 0      | 34      |

## Wyniki w Azjatyckiej Serii GP2
| Legenda oznaczeń w tabelach wyników Wyświetl szablon na nowej stronie | Legenda oznaczeń w tabelach wyników Wyświetl szablon na nowej stronie                                                                     |
| Oznaczenie                                                            | Wyjaśnienie |
| --------------------------------------------------------------------- | --- |
| Złoty                                                                 | Zwycięzca lub mistrzostwo |
| Srebrny                                                               | 2. miejsce lub wicemistrzostwo |
| Brązowy                                                               | 3. miejsce lub II wicemistrzostwo |
| Zielony                                                               | Ukończył, punktował (w klasyfikacji generalnej, gdy zdobył co najmniej jeden punkt na przestrzeni sezonu, poza trzema powyższymi opcjami) |
| Niebieski                                                             | Ukończył, nie punktował (w klasyfikacji generalnej, gdy nie zdobył co najmniej jednego punktu na przestrzeni sezonu)                      |
| Czerwony                                                              | Nie zakwalifikował się (NZ) |
| Czerwony                                                              | Nie prekwalifikował się (NPK) |
| Różowy                                                                | Nie ukończył (NU) |
| Różowy                                                                | Niesklasyfikowany (NS) (w klasyfikacji generalnej, gdy nie został sklasyfikowany w żadnym wyścigu sezonu)                                 |
| Czarny                                                                | Zdyskwalifikowany (DK) |
| Czarny                                                                | Wykluczony (WYK/EX) |
| Biały                                                                 | Nie wystartował (NW) |
| Biały                                                                 | Kontuzjowany (K/INJ) |
| Biały                                                                 | Wyścig odwołany (OD/C) |
| Bez koloru                                                            | Został wycofany (WYC/WD) |
| Bez koloru                                                            | Nie przybył (NP/DNA) |
| Bez koloru                                                            | Nie brał udziału w treningach (NT/DNP) |
| Bez koloru                                                            | Nie został zgłoszony (–) |
| Pogrubienie                                                           | Start z pole position |
| Kursywa                                                               | Najszybsze okrążenie wyścigu |
| †                                                                     | Nie ukończył, ale jego rezultat został zaliczony ze względu na przejechanie więcej niż 90% dystansu wyścigu.                              |
| *                                                                     | Sezon w trakcie |
| 1/2/3                                                                 | Punktowana pozycja w sprincie kwalifikacyjnym                                                                                             |
| Lista systemów punktacji Formuły 1                                    | |

| Rok       | Zespół         | Wyniki w poszczególnych eliminacjach | Wyniki w poszczególnych eliminacjach | Wyniki w poszczególnych eliminacjach | Wyniki w poszczególnych eliminacjach | Wyniki w poszczególnych eliminacjach | Wyniki w poszczególnych eliminacjach | Wyniki w poszczególnych eliminacjach | Wyniki w poszczególnych eliminacjach | Wyniki w poszczególnych eliminacjach | Wyniki w poszczególnych eliminacjach | Wyniki w poszczególnych eliminacjach | Punkty | Pozycja |
| --------- | -------------- | ------------------------------------ | ------------------------------------ | ------------------------------------ | ------------------------------------ | ------------------------------------ | ------------------------------------ | ------------------------------------ | ------------------------------------ | ------------------------------------ | ------------------------------------ | ------------------------------------ | ------ | ------- |
| 2008/2009 | Trident Racing | CHN                                  | CHN                                  | ARE                                  | BHR                                  | BHR                                  | QAT                                  | QAT                                  | MAL                                  | MAL                                  | BHR                                  | BHR                                  | 0      | 38      |
| 2008/2009 | Trident Racing | -                                    | -                                    | -                                    | -                                    | -                                    | -                                    | -                                    | 17                                   | 19                                   | 17                                   | NU                                   | 0      | 38      |